# القهابة (الطفة)

تعديل مصدري - تعديل

القهابة هي إحدى قرى عزلة القهابة بمديرية الطفة التابعة لمحافظة البيضاء، بلغ تعداد سكانها 728 نسمة حسب تعداد اليمن لعام 2004.